# Eriophorum polystachiovaginatum
Eriophorum polystachiovaginatum är en halvgräsart som beskrevs av Gustave Beauverd. Eriophorum polystachiovaginatum ingår i släktet ängsullssläktet, och familjen halvgräs. Inga underarter finns listade i Catalogue of Life.